# Stokkeby
Stokkeby er en landsby ca. 4 kilometer fra Ærøskøbing. Landsbyen ligger i Rise Sogn i Ærø Kommune i øst-vestlig retning. Stokkeby består af 13 gårde og en række andre bebyggelser og kan deles i tre dele: Slippen mod vest, selve Stokkeby i midten og Lille Stokkeby mod øst. En del af jorden, der hører til gårdene i Stokkeby, ligger i de omkringliggende områder: Øsemark, Lammehusene, Snekkemose m.fl.
På Frederiksbergvej er der en smedeforretning og benzinstation.
Stokkebys gader: Stokkeby hovedgade, Stokkebyvej, Frederiksbergvej, Lille Stokkebyvej.
Landsbyen blev første gang nævnt i 1483 som Stockbuw. I 1500-tallet kom landsbyen under godset Gråsten og 1767 blev Stokkeby selvejende. 1779 var der 17 gårde og i 1878 29.
54°52′3″N 10°23′55″Ø / 54.86750°N 10.39861°Ø
|  | Denne artikel om lokaliteten Stokkeby kan blive bedre, hvis der indsættes et (bedre) billede. Du kan hjælpe ved at afsøge Wikimedia Commons for et passende billede eller lægge et op på Wikimedia Commons med en af de tilladte licenser og indsætte det i artiklen. |